# Passage Est
Passage Est är ett sund i Antarktis. Det ligger i Östantarktis. Frankrike gör anspråk på området.